# Wilhelm von Heyden-Cadow
Wilhelm Carl Heinrich von Heyden [-Cadow] (* 16. März 1839 in Stettin; † 20. Juni 1920 auf Gut Plötz, Landkreis Demmin) war ein deutscher Politiker und Staatsminister im Preußischen Ministerium für Landwirtschaft, Domänen und Forsten. Er war Gutsherr auf Cadow (heute: Kadow) bei Jarmen und Plötz.

## Leben
Wilhelm von Heyden-Cadow entstammte der pommerschen Adelsfamilie von Heyden und war der Sohn des Demminer Landrats Hermann von Heyden (1810–1851), Gutsherr auf Leistenow, Gatschow und Cadow, und dessen erster Ehefrau Emilie Lüdicke (1813–1844). Am 28. September 1866 heiratete er in Demmin Auguste von Trotha (* 29. August 1842 in Rathmannsdorf; † 31. März 1922 auf Gut Cadow), die Tochter des herzoglich anhaltischen Kammerherrn und königlich preußischen Regierungsassessors Franz von Trotha, Gutsherr auf Rybienitz und anderen, und der Agathe Freiin von Maltzahn.
Er studierte Rechtswissenschaft zunächst an der Ruprecht-Karls-Universität Heidelberg und wurde 1858 im Corps Vandalia Heidelberg aktiv. Als Inaktiver wechselte er an die Friedrich-Wilhelms-Universität zu Berlin. Ab 1861 war er im preußischen Justizdienst bei den Kreisgerichten in Berlin und Prenzlau tätig. Anschließend ging er an das Appellationsgericht Stettin. 1864 wurde er Kreistagsmitglied des Landkreises Demmin.  Nachdem er seit April 1867 das Landratsamt in Demmin kommissarisch verwaltet hatte, wurde er im folgenden Jahr zum Landrat gewählt. Er war bis 1873 in diesem Amt tätig. 1870/71 nahm er als Rittmeister der Reserve im 2. Pommerschen Ulanen-Regiment Nr. 9 am Krieg gegen Frankreich teil.
Ab 1871 gehörte er dem Kommunallandtag von Altvor- und Hinterpommern an und wurde 1875 stellvertretender Vorsitzender des pommerschen Provinzialausschusses. Von 1877 bis 1881 war er Landesdirektor des Provinzialverbandes Pommern.
In den Jahren 1877 bis 1888 gehörte er als Mitglied der Deutschkonservativen Partei für den Wahlkreis Demmin-Anklam-Usedom-Wollin-Ueckermünde dem Preußischen Abgeordnetenhaus an. Von 1881 bis 1890 war Regierungspräsident in Frankfurt (Oder). Ab 1884 gehörte er dem Preußischen Staatsrat an. 
1890 wurde er unter der Regierung des Reichskanzlers Leo von Caprivi zum Minister für „Landwirthschaft, Domänen und Forsten“ ernannt. 1894 kam es zu Differenzen mit dem Kaiser Wilhelm II., der die Planungen der Staatsforstverwaltung seinem Ziel eines kapitalen Rotwildbestandes in der Rominter Heide unterordnen wollte. Er zog sich den Unwillen des Kaisers zu („Was gehen den Minister meine Hirsche an?“) und trat von seinem Amt zurück. Er blieb aber im öffentlichen Leben tätig; von 1907 bis 1911 war er Vorsitzender des Provinziallandtages der Provinz Pommern.